# Distriktssköterska
Distriktssköterska är den i Sverige skyddade specialistbeteckningen för en specialistutbildad sjuksköterska med kvalificerat autonomt yrkesansvar inom bland annat primärvård och skolhälsovård. Distriktssköterskan verkar organisatoriskt inom kommunal hälso- och sjukvård, regionsjukvård och i privata verksamheter. Distriktssköterskan ansvarar för att leda och utveckla omvårdnaden i primärvård oavsett huvudman. Detta innefattar bland annat arbete på vårdcentraler/hälsocentraler med egen mottagningsverksamhet och rådgivning, barnhälsovård och skolhälsovård samt inom hemsjukvård och särskilda boenden.

## Historik

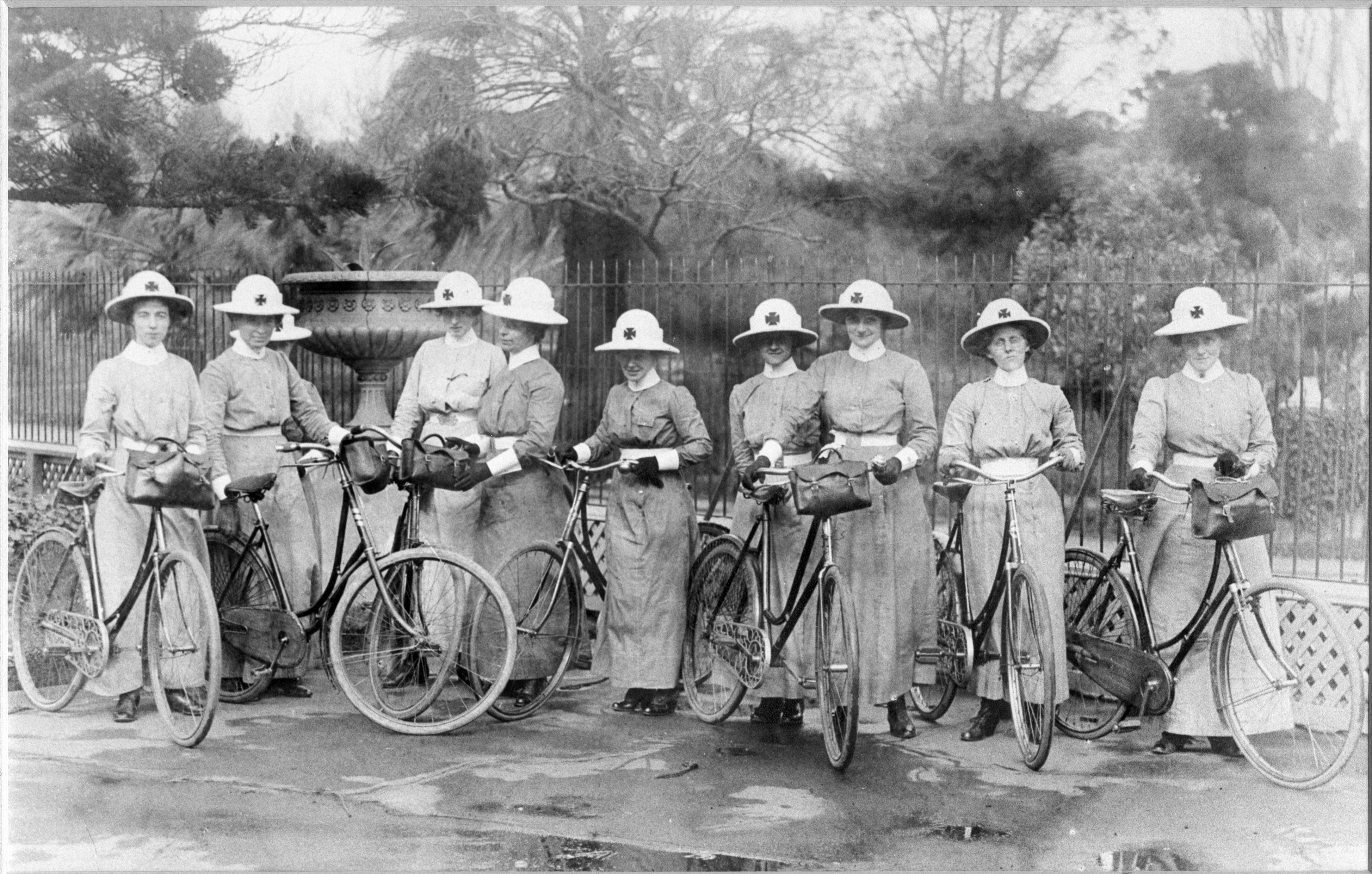
Det brittiska systemet spreds även till andra länder. På bilden syns Melbournes första distriktssköterskor på cykel, år 1904.

Professionen uppstod ursprungligen för att ge hälsovård till personer som av ekonomiska eller andra skäl inte hade tillgång till hälso- eller sjukhusvård. Distriktssköterskeverksamheten tog sin början i Storbritannien, där filantropen och senare parlamentsledamoten William Rathbone anställde sjuksköterskan Mary Robinson för att vårda sin hustru under slutet av hennes sjukdom. När hustrun dog i maj 1859, skickades Robinson av Rathbone till Liverpools fattigkvarter för att vårda fattiga och utbilda i hälsofrågor, under resten av den tid han hade anställt henne för.
Rathbone ville utöka den verksamhet han hade inlett, men hämmades av en brist på utbildade sjuksköterskor. Efter att 1860 ha skrivit till Florence Nightingale fick han av henne rådet att grunda en sjuksköterskeskola kopplad till sjukhuset Royal Infirmary i Liverpool. Denna blev sedermera verklighet i maj 1863. Liverpool delades upp i 18 distrikt, vilka i sin tur bestod av ett antal församlingar. Finansiering erhölls från ett antal välbärgade familjer.
Distriktssköterskeverksamheten spreds till Manchester 1864, Derby 1865, Leicester 1867, och till östra London 1868. 
En föregångare för distriktssjukvården i Sverige är den kyrkliga diakonin. Ersta diakonisällskap i Stockholm inledde sin verksamhet redan 1851, då man startade ett sjukhus på Kungsholmen och man hade redan från början sjuksköterskeutbildning på programmet. 1855 sändes de första sjuksköterskeutbildade diakonissorna ut. En lång rad kyrkliga diakoniföreningar bildades runt om i landet, där de allt flera diakonissorna fick anställning, framför allt i städerna, där de hade öppenvårdsverksamhet och hemsjukvård. Från 1898 började de anställas direkt av kyrkans församlingar.  Dessa tjänster som sjukvårdande församlingsdiakonissor blev mycket vanliga intill det att distriktssköterskeorganisationen byggdes ut. Statens distriktssköterskeskola inrättades 1920 i Stockholm. 

## Arbetsuppgifter
Distriktssköterskor (engelska: district nurses) uppsöker bland annat människor i hemmiljö eller äldrevård för att ge vård och utvärdera vårdbehov. De ger också patienter och närstående samt andra professioner instruktioner och utbildning i omhändertagande av patienter. I Sverige var tidigare distriktssköterskan och distriktsbarnmorskan ofta den enda hälsohjälp allmänheten hade tillgång till i glesbygd. Numera tjänstgör distriktssköterskor även i tätorter och deltar i den alltmer kvalificerade hemsjukvården då antalet sängplatser i den slutna sjukhusvården minskat kraftigt under 1990-talet.
Distriktssköterska är i Sverige en skyddad specialistbeteckning för en specialistutbildad sjuksköterska som ofta tjänstgör inom primärvård eller kommunal hälso- och sjukvård eller skolhälsovård.
Distriktssköterskor är främst verksamma inom primärvård, hemsjukvård eller skolhälsovård. Arbetet bedrivs vid egna mottagningar, i hemmiljö, vid skolor eller på hälsovårdsmottagningar. En välkänd hälsovårdsmottagning utgör barnavårdscentraler (BVC), där spädbarn och förskolebarn genomgår kontinuerliga hälsokontroller samt vaccineras. Till de öppna mottagningarna söker människor för att få hjälp med sjukvård som inte ryms inom ramen för egenvård. Det kan gälla sårvård, livsstilsförändring, eller sjukvårdande insatser så som injektioner, blodtryckskontroll eller hjälp med att förnya recept. Distriktssköterskan har särskild kompetens att arbeta med folkhälsa och arbetar även med att identifiera och behandla exempelvis stress, sömnproblem och psykisk ohälsa.
Inom hemsjukvården sköter distriktssköterskan vården av människor med svåra kroniska sjukdomar och handikapp samt vård av människor i livets slutskede. Det sistnämnda sker i nära samarbete med den sjukes närstående. Vid vårdcentralerna samarbetar distriktssköterskan med övriga hälso- och sjukvårdsprofessioner, i syfte att bistå patienten genom vårdprocessen. Bland annat etableras ofta kontakten mellan ett barns föräldrar och distriktssköterskan redan under graviditeten, då barnmorskan bjuder in distriktssköterskan för att presentera barnhälsovårdsprogrammet.
Distriktssköterskan får självständigt förskriva ett av Socialstyrelsen fastslaget antal receptbelagda läkemedel.

## Utbildning
Specialistsjuksköterskeutbildningen till distriktssköterska är en akademisk yrkesutbildning baserad på forskning inom huvudområdet omvårdnad eller vårdvetenskap, men också andra  ämnen så som medicinsk vetenskap, folkhälsovetenskap samt vårdpedagogik. För att bli antagen till specialistutbildningen till distriktssköterska krävs, utöver sjuksköterskeexamen samt legitimation som sjuksköterska, vid de flesta lärosäten kandidatexamen i huvudområdet omvårdnad eller vårdvetenskap (180 hp) samt minst ett års yrkeserfarenhet som sjuksköterska. Specialistutbildningen till distriktssköterska omfattar för närvarande (2019) 75 hp och i utbildningen ingår så väl teoretisk- som verksamhetsförlagd utbildning. Det är vanligt erlägga magisterexamen inom ramen för utbildningsprogrammet. Distriktssköterskan kan studera vidare på master- eller forskarutbildningsnivå och avlägger då master-, licentiat- eller doktorsexamen. Distriktssköterskor fick förskrivningsrätt för läkemedel 1994; den särskilda utbildning i farmakologi och sjukdomslära som krävs för denna rätt ingår i specialistutbildningen.

## I andra länder
I Finland motsvaras distriktssköterskan av hälsovårdare. Hälsovårdaren är sakkunnig i vård och speciellt inom det hälsofrämjande arbetet. Hälsovårdaren arbetar självständigt och som sakkunnig i olika arbetsgrupper. I det hälsofrämjande arbetet verkar hälsovårdaren på individ-, samfunds- och samhällsnivå. Hälsovårdarexamen baserar sig på en sjukskötarexamen och utbildningen omfattar totalt fyra års högskolestudier, varpå hälsovårdaren registreras både som sjukskötare och som hälsovårdare. Hälsovårdarens arbete grundar sig på vårdvetenskap med stöd av framför allt kunskap i folkhälsoarbete.